# Joker (postać fikcyjna)
Joker – fikcyjny złoczyńca, pojawiający się w komiksach wydawanych przez DC Comics oraz filmach związanych z postacią Batmana. Został stworzony przez Jerry Robinson, Billa Fingera oraz Boba Kane’a, Joker po raz pierwszy pojawił się w komiksie Batman vol. 1 #1 (wiosna 1940). Był wzorowany na postaci Gwynplaine’a (Conrad Veidt) z filmu z 1928 roku pod tytułem Człowiek śmiechu (The Man Who Laughs), będącego ekranizacją francuskiej powieści Victora Hugo pod tytułem o tym samym tytule. Joker jest czołowym antagonistą Batmana oraz jego sojuszników. Przypominający klauna, bądź komika, Joker jest psychopatycznym seryjnym mordercą, o sadystycznym poczuciu humoru, aczkolwiek w komiksach wydawanych w latach 50. i 60. przez zaistniałą wówczas cenzurę komiksu, był przedstawiany raczej jako postać skora raczej do robienia złośliwych żartów, aniżeli do popełniania brutalnych przestępstw. Znany jest także jako: The Clown Prince of Crime, Red Hood, Jack, Joseph „Joe” Kerr, Clem Rusty, Mr. Rekoj, Jack White lub Jack Napier.
Znany jest również w licznych serialach animowanych, filmach fabularnych i grach komputerowych o przygodach człowieka-nietoperza. Pierwszy raz Joker pojawił się na ekranie w serialu telewizyjnym z lat 60. XX wieku, w rolę wcielił się Cesar Romero. W filmie kinowym Batman w jego rolę wcielił się Jack Nicholson. W serialu animowanym Batman (Batman: The Animated Series), a także serii gier komputerowych z cyklu Batman: Arkham głosu postaci Jokera użyczył aktor Mark Hamill. W filmie Mroczny Rycerz (The Dark Knight) zagrał go Heath Ledger, a w Legion samobójców (Suicide Squad) – Jared Leto. W serialu Gotham postać pre-Jokera – Jeremiah – zagrał Cameron Monaghan. Natomiast w filmach Todda Phillipsa – Joker (2019) i Joker: Folie à deux (2024) odtwórcą tytułowej roli jest Joaquin Phoenix.
Amerykański magazyn „Wizard” uznał Jokera za największego superzłoczyńcę wszech czasów.

## Opis postaci

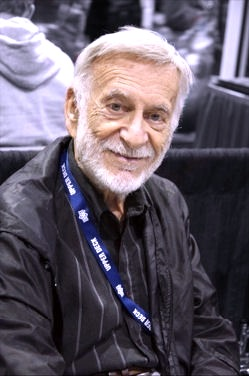
Twórca postaci Jokera, Jerry Robinson (1922-2011)

### Złota era komiksu
Joker zadebiutował w 1940 roku w komiksie Batman vol. 1 #1 (w którym zadebiutowała również Kobieta-Kot, występująca wówczas pod pseudonimem Cat). W opowiedzianych w tym numerze dwóch historiach pod tytułem The Joker i The Joker Returns pokazano pierwsze zmagania Batmana z tym złoczyńcą. W pierwszej historii Joker zagroził przez radio, że o północy zabije gothamskiego milionera, Henry’ego Claridge’a i ukradnie jego drogocenny diament. Przestępcy udało się spełnić swoją groźbę, gdyż mimo ochrony policji milioner zaczął się histerycznie śmiać, aż w końcu padł martwy z szerokim uśmiechem na twarzy, zaś jego diament zniknął. Sprawa morderstwa Claridge'a oraz kradzieży jego drogocennego kamienia nie umyka uwadze Bruce’a Wayne’a (Batmana) oraz jego pomocnika Dicka Graysona (Robina). Jokerowi udało się popełnić kolejne, identyczne przestępstwa, aż w końcu został schwytany przez Batmana i Robina. W The Joker Returns, przestępca ucieka z więzienia i po raz kolejny Batman i Robin muszą stawić mu czoło. Początkowo twórcy zamierzali uśmiercić Jokera w tym tomie. Jednak, jak głosi plotka, fragment kończący premierowy komiks o Jokerze zmieniono w ostatniej chwili w taki sposób, aby Jokerowi udało się uniknąć śmierci i można było wykorzystać tę postać w kolejnych tomach. Joker powrócił w Batman vol. 1 #2, w którym podjął współpracę z Seliną Kyle (tym razem już jako Catwoman). W kolejnych komiksach o przygodach Batmana i jego sojuszników, Joker pokazywał się wielokrotnie, stając się z czasem nemezis człowieka-nietoperza.

### Srebrna i brązowa era komiksu
W 1954 roku powołano do życia urząd ds. cenzury komiksu (Comics Code Authority, CCA). Powstanie tej instytucji było następstwem wydanej w tym samym roku książki autorstwa psychiatry Fredrica Werthama pod tytułem Seduction of the Innocent, w której autor zarzucał wydawnictwom komiksowym demoralizowanie młodzieży. Działalność CCA odbiła się negatywnie na rynku komiksowym, a w szczególności na DC Comics. Od końca lat 50. i przez lata 60., Joker przestał być pokazywany jako inteligentny morderca i stał się złośliwym figlarzem. Nowe wyobrażenie Jokera z tzw. srebrnej ery komiksu pierwszy raz zostało przedstawione w komiksach Batman vol. 1 #97 (luty 1956) i World's Finest Comics vol. 1 #88 (maj 1957).
W 1973 roku scenarzysta Dennis O’Neil i rysownik Neal Adams w historii The Joker's Five-Way Revenge! z komiksu Batman vol. 1 #251, przywrócili jego oryginalny charakter i pokazali go znów jako mrocznego i psychopatycznego mordercę. Joker na nowo zaczął dokonywać brutalnych przestępstw, mających charakter rozgrywki pomiędzy nim a Batmanem oraz czerpać niekiedy przyjemność ze zmagań z Mrocznym Rycerzem. W historii z 1978 roku pod tytułem The Laughing Fish z komiksu Detective Comics vol. 1 #475 (będącej częścią sagi Batman: Strange Apparitions, oryginalnie wydanej w Detective Comics vol. 1 #469-476), której autorami byli scenarzysta Steve Englehart i rysownik Marshall Rogers, Joker zatruł ryby swoją trucizną wywołując u ofiar szeroki uśmiech. Chcąc czerpać zysk ze swojego szalonego pomysłu, starał się go zgłosić jako znak towarowy, lecz kiedy został on odrzucony przez urzędników zaczął ich mordować swoją trucizną. Joker doczekał się również własnej serii wydawniczej zatytułowanej The Joker, składającej się z dziewięciu numerów i wydawanej w latach 1975-1976.

### Współczesne komiksy

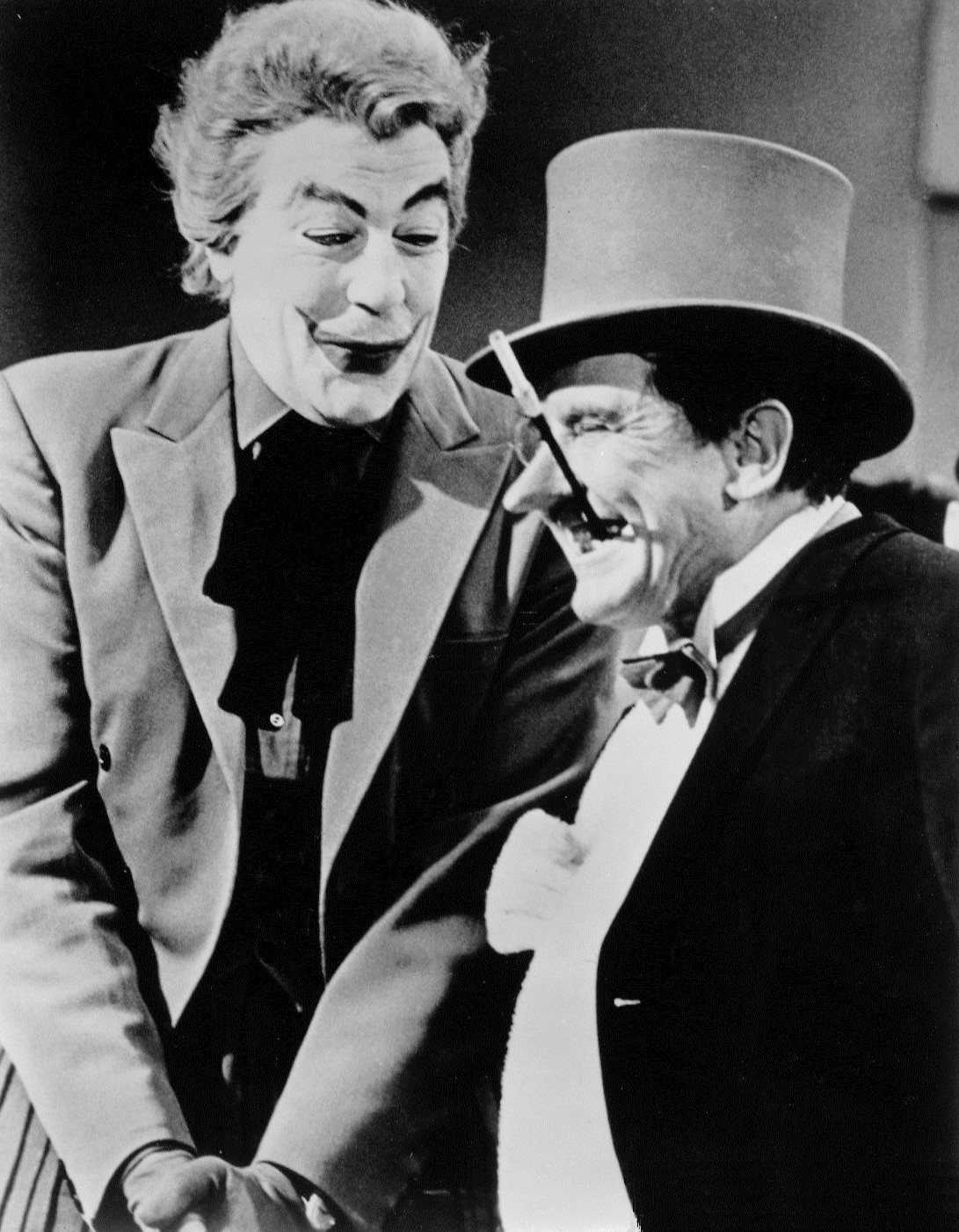
Cesar Romero jako Joker oraz Burgess Meredith jako Pingwin w serialu z lat 60.

Po crossoverze Kryzys na Nieskończonych Ziemiach i restarcie uniwersum DC, Joker dalej był socjopatycznym przestępcą, wykazującym skrajną pogardę dla życia ludzkiego. Pierwsza wzmianka o Jokerze pojawiła się pod koniec komiksu autorstwa Franka Millera i Davida Muzzucchellego pod tytułem Batman: Rok pierwszy (Batman: Year One), który był pierwotnie opublikowany w magazynie Batman vol. 1 #404-407 z 1987 roku. Awansowany na kapitana James Gordon wspomina o przestępcy, który zwie siebie Joker i który zagroził, że zatruje ujęcia wody w Gotham. Wątek ten był kontynuowany w powieści graficznej Batman: Człowiek, który się śmieje z 2005 roku. Scenarzysta Ed Brubaker przedstawił w niej historię pierwszego starcia człowieka-nietoperza z tym złoczyńcą, będącą uwspółcześnioną wersją pierwszej historii o Jokerze znanej z magazynu Batman vol. 1 #1. Podobnie jak w wersji z 1940, tutaj również Joker używa mediów, aby wpierw wywołać panikę wśród mieszkańców Gotham, by później móc pogrążyć miasto w anarchii. Batmanowi po żmudnym śledztwie udało się w końcu odnaleźć terrorystę i pokrzyżować jego plany zatrucia wody.
W okresach, gdy nie przebywał w zamknięciu w murach Zakładu dla obłąkanych przestępców Arkham popełniał liczne zbrodnie, wielokrotnie mordując ludzi, w tym także sojuszników Batmana. Pierwszą osobą z najbliższego otoczenia Batmana, która ucierpiała przez zabójczego klowna była Barbara Gordon (Batgirl), córka komisarza policji Gotham Jamesa Gordona. W powieści graficznej Alana Moore’a pod tytułem Batman: Zabójczy żart (The Killing Joke) szaleniec przestrzelił jej kręgosłup, przykuwając ją trwale do wózka inwalidzkiego, zaś jej ojca doprowadził na skraj załamania nerwowego. Kolejną ofiarą Jokera padł Jason Todd – drugi Robin. W komiksie Batman vol. 1 #428, wchodzącym w skład kontrowersyjnej historii Batman: Śmierć w rodzinie (oryginalnie wydanej w Batman vol. 1 #426-429 w latach 1988-1989), Jason został zakatowany na śmierć przez Jokera, za co ten po swoim zmartwychwstaniu zemścił się na złoczyńcy w crossoverze Batman: Tajemnica Czerwonego Kaptura. Druga żona Jamesa Gordona – detektyw Sara Essen, została brutalnie zamordowana przez złoczyńcę podczas próby odbicia porwanych przez niego dzieci (komiks Detective Comics vol. 1 #741, będący częścią crossoveru Ziemia niczyja). Wielokrotnie próbował także zabić samego Batmana, co kilkakrotnie prawie zakończyło się sukcesem.
Batmanowi nigdy nie udało się zatrzymać go na dłuższy czas za murami Arkham Asylum, gdyż temu zawsze udawało się stamtąd uciec np. w Batman: Zabójczy żart podstawił przebierańca, który miał go udawać, zaś na początku crossoveru Batman: Knightfall, Bane wypuścił go z zakładu Arkham wraz z innymi przebywającymi tam złoczyńcami. Od 1999 roku w komiksach towarzyszy mu pomocnica – dr. Harleen Quinzel, była psychoterapeutka Jokera z Arkham, która zakochała się w nim i postanowiła brać z nim udział w przestępczym procederze pod pseudonimem Harley Quinn (debiut w powieści graficznej Batman: Harley Quinn). Postać ta została zapożyczona z serialu animowanego Batman (Batman: The Animated Series), emitowanego w latach 90., pierwszy raz pojawiła się w odcinki Przysługa Jokera (Joker’s Favor).
W crossoverze Superman: Emperor Joker Joker zdobył magiczną moc Mister Mxyzptlka polegającą na kreowaniu światów równoległych. W ten sposób Joker stał się imperatorem i zmienił świat według własnych wizji, przemieniając herosów w złoczyńców i na odwrót. Każdego dnia torturował Batmana i zabijał go na różne sposoby, a następnie przywracał go do życia. Dopiero gdy Superman połączył siły z Mister Mxyzptlkem, szaleństwo Jokera dobiegło końca. Po odebraniu mocy klownowi, wszystko wróciło do normy. W wydanej w 2001 roku mini-serii pod tytułem Joker's Last Laugh, złoczyńca dowiedział się od więziennego lekarza, że jest umierający (wyniki badań lekarskich były celowo spreparowane przez lekarza). Wiadomość zamiast wywołać u niego poczucie winy, jedynie pogłębiła jego szaleństwo. Postanowił, że przed śmiercią odbierze tyle istnień ludzkich ile zdoła. W tym celu za pomocą specjalnie spreparowanej trucizny przemienił współwięźniów w psychopatów na swoje podobieństwo i wraz z nimi uciekł. Po próbie zabicia prezydenta Lexa Luthora, ten wypowiedział wojnę szalonemu klownowi. Luthor oraz Harley Quinn wściekła na Jokera, za to że ten usiłował spłodzić z nią nieślubne dziecko, pomogli superbohaterom w wyleczeniu złoczyńców z kontrolującej ich umysły trucizny i ponownym osadzeniu w więzieniu. Nightwing (Dick Grayson) będący w mylnym przekonaniu, że w trakcie tych wydarzeń Robin (Tim Drake) został zabity przez Killer Croca, pobił Jokera na śmierć. Batmanowi udało się reanimować złoczyńcę i ponownie zamknął go za kratami. Później obłąkany przestępca znów został nieomal zabity, tym razem przez Batmana, gdy ten ujrzał przy klownie ciało zamordowanego przyjaciela z dzieciństwa – Tommy’ego Eliota. W trakcie crossoveru Nieskończony Kryzys Joker wpierw wymordował wszystkich członków Royal Flush Gang, później zabił Alexandera Luthora Jr. (wcielenie Lexa Luthora z równoległego wymiaru) za wykluczenie go z organizacji Secret Society of Super Villains, a powodem była nieobliczalność złoczyńcy. W Batman i syn (Batman and Son) z 2006 roku przebrany za Batmana obłąkany policjant, Josef Muller strzelił Jokerowi w twarz. Doszedł do zdrowia dopiero po przejściu operacji plastycznej, po której pozostał mu na twarzy glasgow smile. Wówczas udoskonalił swoją truciznę i kazał swojej pomocnicy, Harleen Quinzel zabić jego byłych wspólników. Później usiłował również zamordować samą Quinn. Wydarzenia te ostatecznie doprowadziły do związania się Jokera z organizacją Black Glove w próbie zniszczenia Batmana.
W trakcie Batman R.I.P. Batman odwiedził Jokera w celi z prośbą o udzielenie informacji odnośnie do organizacji Black Glove, lecz jedyną reakcją psychopaty było pokazanie Batmanowi tzw. ręki nieboszczyka (dwie pary – asy i ósemki). Później podczas rutynowej terapii, Joker skontaktował się z agentem Club of Villains, który „zaprosił go do wspólnej gry”, która miała zakończyć się śmiercią Batmana. Złoczyńca wyraźnie przystał na tę propozycję, wiedząc doskonale, że Batman przetrwa każdą próbę zamachu. Joker później zbiegł, zabijając wcześniej niektórych członków Club of Villains. Ambulans w którym uciekał w końcu został zepchnięty z drogi przez Batmobil prowadzony przez Damiana Wayne’a – syna Bruce’a (Batman vol. 1 #681). Po śmierci Batmana, Joker ukradł tożsamość brytyjskiego pisarza-detektywa, Oberona Sextona. Jednocześnie jako tzw. Domino Killer zabijał członków Black Glove. W Batman and Robin vol. 1 #12, w końcu Joker ujawnił się w trakcie spotkania z Dickiem Graysonem, (który po śmierci Bruce’a stał się nowym Batmanem). W następnym numerze Batman and Robin przestępca został zaaresztowany przez gothamską policję i w trakcie przesłuchiwania został brutalnie pobity łomem przez Damiana Wayne’a. Po powrocie Bruce’a z zaświatów Joker znów był jednym z najgroźniejszych przestępców w Gotham City. Joker był członkiem takich organizacji superzłoczyńców jak Black Glove, Injustice Gang, Injustice League, Joker League of Anarchy.

### Geneza i osobowość
Istnieje kilka historii tłumaczących genezę postaci, najpopularniejszą jest prawdopodobnie ta przedstawiona przez Alana Moore’a i Briana Bollanda w powieści graficznej Batman: Zabójczy żart (The Killing Joke), częściowo inspirowaną wcześniejszą historią The Man Behind the Red Hood (Detective Comics Vol 1 #168). Zgodnie z tą wersją, Joker był prawdopodobnie pracownikiem o nieznanej tożsamości w zakładach chemicznych „Ace” w Gotham City. Porzucił pracę, by rozpocząć karierę komika, ale ku swojemu rozczarowaniu okazał się wyjątkowo marnym komikiem. Miał żonę o nazwisku Jeannie Kerr, która była z nim w ciąży. Chcąc przygotować się finansowo na przyjście na świat swojego dziecka, postanowił pomóc gangsterom obrobić wytwórnię kart „Monarch”. Kiedy dowiedział się, że jego żona zginęła w wypadku domowym, nie widząc już innego rozwiązania chciał wycofać się z współpracy. Jednak przymuszony przez gangsterów zgodził się dalej brać udział w napadzie. Przestępcy postanowili użyć go do odwrócenia uwagi strażników, więc kazali mu włożyć kostium Czerwonego Kaptura (The Red Hood). Podczas akcji został razem ze swoimi wspólnikami zaskoczony przez Batmana i w czasie ucieczki wpadł do kadzi z chemikaliami w pobliskich zakładach chemicznych „Ace”. Wypadek ten zmienił kolor jego skóry na kredowobiały i zabarwił jego włosy na zielono, a także w wyniku porażenia nerwów wykrzywił twarz w charakterystycznym, sardonicznym uśmiechu. Według innej, niekanonicznej wersji z historii Lovers And Madmen (Batman Confidential vol. 1 #7-12), Joker był drobnym gangsterem o imieniu Jack, który po oszpeceniu przez Batmana (superbohater rozciął jego usta batarangiem) postanowił działać jawnie i nie kryć się ze swoim niezwykłym okrucieństwem. Podobnie jak w Zabójczym żarcie, tutaj również ostateczny akt przemiany Jacka w Jokera następuje, kiedy ten wpada do kadzi z chemikaliami. Zgodnie z teorią opracowaną przez psychoterapeutkę Harleen Quinzel nie jest on szaleńcem, a jedynie człowiekiem o wyjątkowo niskiej etyce i szczątkowej moralności (Batman: Black&White II cz. 1). Dodatkowym komentarzem do tej hipotezy jest wersja wydarzeń przedstawiona w albumie Batman: Going Sane (oryginalnie wydanej w Batman: Legends of the Dark Knight vol. 1 #65-68), w której Joker, wierząc, że zabił Batmana, porzuca drogę zbrodni i prowadzi pozornie zwyczajne życie normalnego człowieka.

## Moce i umiejętności
Joker wielokrotnie udowodnił, że w konfrontacji z Batmanem i jego sojusznikami jest niebezpiecznym przeciwnikiem. Cechuje go również wysoka inteligencja. Do popełniania zbrodni używa często zmyślnych gadżetów, takich jak tryskający kwasem ozdobny kwiat, zaostrzone karty do gry, skomplikowane ładunki wybuchowe czy miny-pułapki, ale nie gardzi też walką na gołe pięści i narzędziami takimi jak noże czy łom. Jednym z wynalazków Jokera jest trucizna o nazwie Jad Jokera (Joker venom), na którą tylko on jest odporny. (w filmie Batman nazywany Smilexem). Trucizna ta silnie działa na ośrodki mózgu, odpowiedzialne za mimikę i śmiech. Podrażniając je, wywołuje u poddanego działalności gazu wielki, sardoniczny uśmiech, a po niedługim czasie śmierć. Joker venom może mieć postać gazu, jest bezwonny, rozpuszcza się w wodzie i ma różnoraki kolor, w zależności od stężenia: od bezbarwnego, przez zielonkawy do beżowego. Oprócz tego używa także „joy buzzera” – elektrycznego paralizatora naręcznego, mogącego porazić potencjalnego przeciwnika, bądź jak w innych mediach nawet spalić (Batman) lub porazić prądem (DC Animated Universe) osobę trzymającą rękę Jokera przez dłuższy czas.

## Wersje alternatywne
Joker pojawił się niektórych komiksach z serii Elseworlds, która przedstawiają znanych bohaterów uniwersum DC w zupełnie innych realiach i czasach, m.in.:
- W Batman. Powrót mrocznego rycerza (Batman: The Dark Knight Returns) autorstwa Franka Millera, którego akcja rozgrywa się w niedalekiej przyszłości. Starzejący się Bruce Wayne postanowił porzucić maskę Batmana, zaś zamknięty w Zakładzie Arkham Joker na dziesięć lat zapadł w stan katatonii. Przytomność odzyskał dopiero po obejrzeniu wiadomości, w których poruszany był temat powrotu Batmana. Dzięki manipulacjom zdołał oszukać swoich psychiatrów, którzy uwierzyli w jego powrót do normalności i zezwolili na jego występ w Talk Show. W trakcie programu wymordował widownię i zdołał uciec. Jego kolejnym celem stało się wesołe miasteczko, gdzie zginął w starciu z Batmanem.
- W kontynuacji Batman: Powrót Mrocznego Rycerza pod tytułem Mroczny rycerz kontratakuje (The Dark Knight Strikes Again), Joker pojawia się jako tajemnicza i praktycznie niezniszczalna postać, zabijająca starych superbohaterów. Nosi stroje dawnych herosów i złoczyńców min. Cosmic Boya i Mister Mxyzptlka. Jego ofiarą padają: Martian Manhunter, Creeper i Strażnik (Jim Harper). Później okazało się, że był to Dick Grayson (pierwszy Robin), który w wyniku terapii genowej stał się nieśmiertelny i zaczął się mścić na Brusie. W trakcie walki z Graysonem, Batman wytłumaczył mu, że został wyrzucony „Za nieudolność. Za tchórzostwo”. Batman ostatecznie zabija Graysona, okazując przy tym wyraźną pogardę wobec byłego pomocnika.
- W Batman: Gotham w świetle lamp gazowych (Gotham by Gaslight) autorstwa Briana Augustyna i Mike’a Mignoli, którego akcja rozgrywa się pod koniec XIX wieku, Joker pojawił się gościnnie jako seryjny morderca, który żenił się z bogatymi, starszymi kobietami, po czym truł je strychniną. Podczas zatrzymania przez policję, próbował się otruć, jednak dawka którą sobie zaaplikował jedynie sparaliżowała mu mięśnie twarzy, przyczyniając się do powstania charakterystycznego uśmiechu.
- W Przyjdź Królestwo (Kingdom Come) autorstwa Marka Waida i Alexa Rossa, Joker dokonuje ataku na gmach „Daily Planet”, zabijając wielu pracowników, w tym Lois Lane, żonę Supermana. Mimo, że Superman złapał Jokera, to chciał go oddać w ręce policji, lecz złoczyńca został zabity przez Magoga, jednego z nowych superbohaterów.
- W powieści graficznej Joker autorstwa Briana Azzarello i Lee Bermejo przedstawiono realistyczne wyobrażenie Jokera. Opowiada ona historię Jonny’ego Frosta, podrzędnego gangstera, który pomaga wypuszczonemu z Zakładu Arkham Jokerowi w odzyskaniu kontroli nad przestępczym półświatkiem Gotham City.

## Ekranizacje

### Seriale i filmy aktorskie

#### Batman(serial z lat 60.) orazBatman zbawia świat

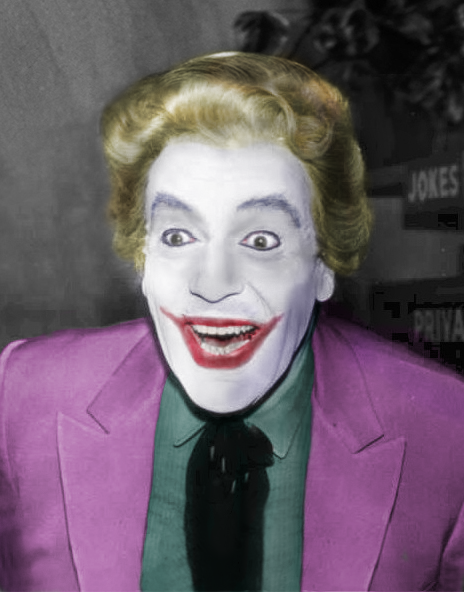
Cesar Romero jako Joker w serialu z lat 60.

W serialu telewizyjnym z lat sześćdziesiątych oraz w filmie Batman zbawia świat (Batman: The Movie) w rolę Jokera wcielił się Cesar Romero.

#### Ptaki Nocy
W serialu telewizyjnym Ptaki Nocy (Birds of Prey) emitowanym w latach 2002−2003, w rolę klauna-mordercy wcielił się gościnnie Roger Stoneburner, natomiast głosu Jokerowi użyczył aktor Mark Hamill.

#### Batman(film z 1989)

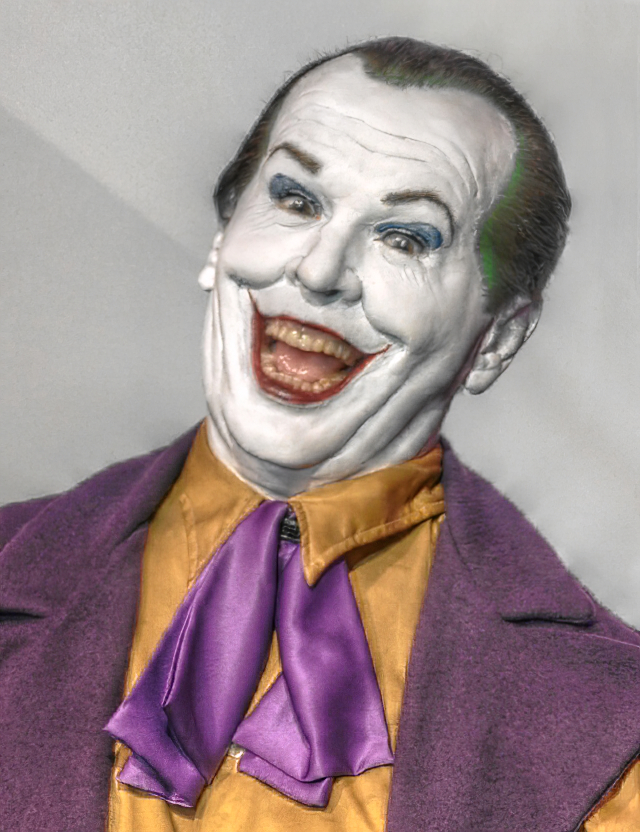
Postać Jokera z filmu z 1989 (figura woskowa)

W filmie Tima Burtona Batman w jego rolę wcielił się Jack Nicholson. Na potrzeby tego filmu zostało stworzone prawdziwe nazwisko Jokera – Jack Napier. Inspirowane było nazwiskiem brytyjskiego aktora Alana Napiera, który w latach 1966-1968 grał Alfreda w serialu o przygodach Batmana. Był to hołd złożony aktorowi, który zmarł na dwa miesiące przed rozpoczęciem zdjęć do filmu Burtona. Młodego Jacka Napiera zagrał Hugo E. Blick, zaś w filmie Batman Forever, w retrospekcji Bruce’a (Val Kilmer) w postać młodego Napiera wcielił się David U. Hodges.
Jack Napier, początkowo był prawą ręką gangstera Carla Grissoma (Jack Palance). Chcąc się pozbyć Napiera, Grissom wysyła go na akcję do zakładów chemicznych Axis Chemicals, gdzie ma zostać zatrzymany przez policję. Podczas konfrontacji z Batmanem (Michael Keaton) Napier próbuje go zastrzelić, lecz odbity rykoszetem pocisk trafia go w twarz, po czym wpada do kadzi z chemikaliami. Oszpecony, poddaje się operacji plastycznej, a kiedy spogląda w lustro popada w szaleństwo. Już jako Joker, zabija Grissoma i przejmuje kontrolę nad przestępczym światkiem w Gotham. Jego obsesją staje się Batman oraz piękna dziennikarka Vicki Vale (Kim Basinger). Joker, który uważał się za „pierwszego w dziejach artystę-mordercę”, zaczyna terroryzować miasto, zatruwając kosmetyki Smilexem. Kiedy w mieszkaniu Vicki dochodzi do konfrontacji Bruce’a z Jokerem, Bruce rozpoznaje w nim bandytę, który zabił jego rodziców. Później Joker organizuje paradę w Gotham, na której próbuje zabić jego mieszkańców. Batmanowi udaje się go powstrzymać, jednak złoczyńca porywa Vicki Vale i udaje się z nią na szczyt katedry. Podczas próby ucieczki Jokera śmigłowcem, Batman nie chcąc do tego dopuścić, przywiązuje jego nogę liną z broni chwytakowej do figury gargulca. Figura wkrótce spada, ciągnąc ze sobą Jokera, który ginie.

#### Mroczny Rycerz(film z 2008)

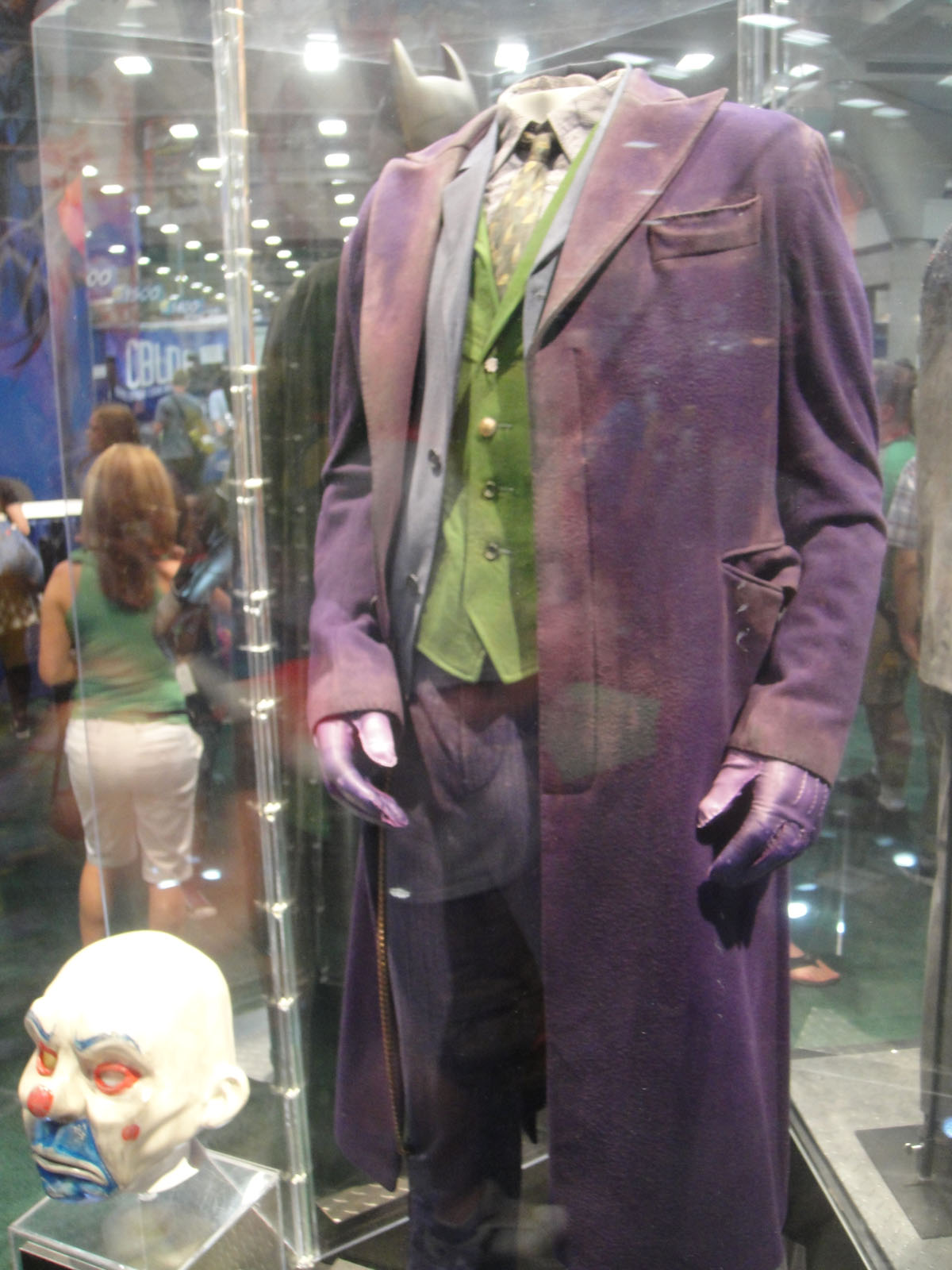
Kostium Jokera z filmu Mroczny Rycerz

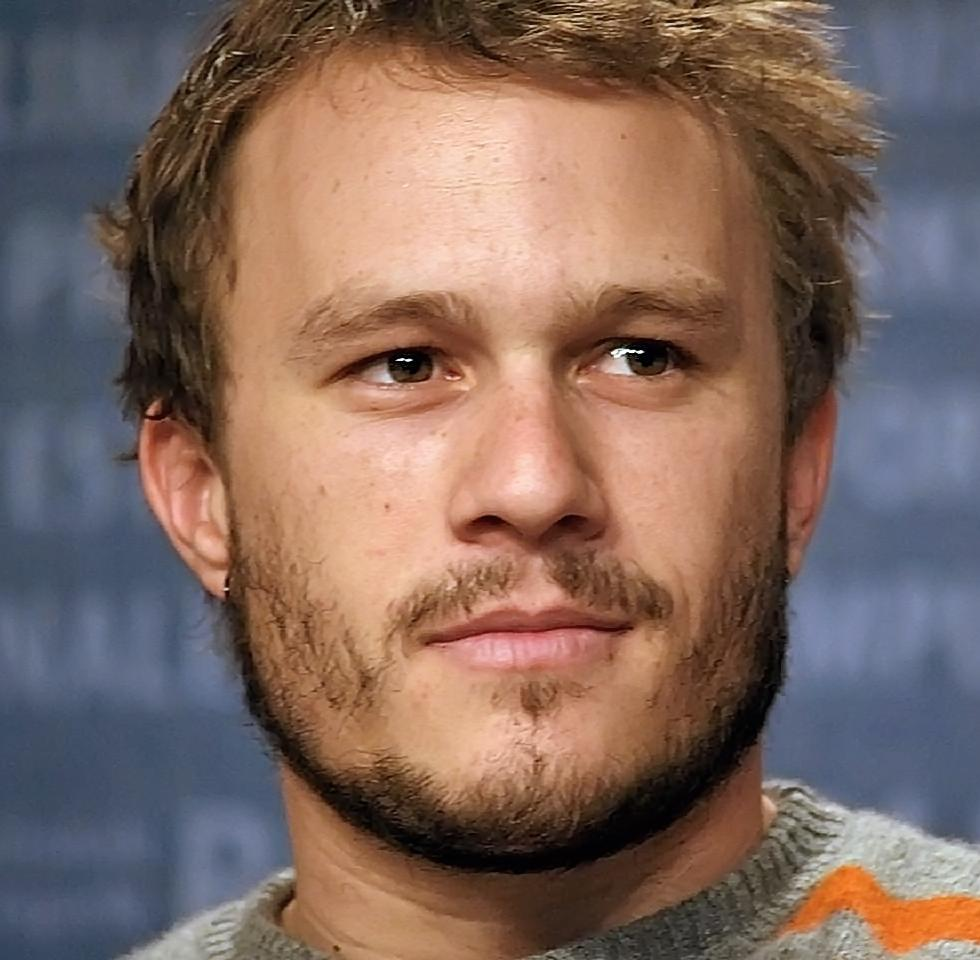
Heath Ledger, odtwórca roli Jokera w filmie Mroczny Rycerz

W filmie Christophera Nolana Mroczny Rycerz (The Dark Knight) w rolę nowego Jokera wcielił się Heath Ledger. W wywiadzie dla The New York Times Ledger opisał swoją postać jako: „psychopatycznego wielokrotnego mordercę, schizofrenicznego klauna, pozbawionego empatii”. W przeciwieństwie do poprzednich filmowych wcieleń, gdzie skóra została wybielona chemikaliami, w tym filmie ma przefarbowane włosy na zielono oraz rozmazany biało-czarno-czerwony makijaż, który częściowo zakrywa blizny po rozciętych ustach. W trakcie filmu Joker podaje sprzeczne historie, w których wyjaśnia skąd ma swoje blizny. Najpierw opowiada, że blizny są wynikiem przemocy ze strony ojca alkoholika, później zaś twierdzi, że posiada je na skutek samookaleczenia. W Mrocznym rycerzu nie pojawia się motyw trucizny Jokera, zaś jego ulubioną bronią są noże i ładunki wybuchowe. Za tę rolę w 2009 roku Heath Ledger otrzymał pośmiertnie Nagrodę Akademii Filmowej dla najlepszego aktora drugoplanowego.
Pod koniec Batman: Początek (Batman Begins) porucznik James Gordon (Gary Oldman) wręcza Batmanowi (Christian Bale) kartę Jokera, pozostawioną na miejscu zbrodni przez nieznanego sprawcę. Kilka miesięcy później dochodzi do napadu na bank należący do mafii, którego głównym organizatorem był Joker. Niedługo po tym Joker zjawia się na konferencji bossów mafii, gdzie składa propozycję pozbycia się Batmana. Kiedy policja i prokuratura uderzają w zorganizowaną przestępczość w Gotham City, Joker zabija jednego z naśladowców człowieka-nietoperza i grozi, że jeśli prawdziwy Batman nie ujawni swojej tożsamości każdego dnia będzie zabijał kolejnych ludzi. Był to początek fali zamachów, których ofiarą padli m.in. szef policji Gillian B. Loeb i sędzia Janet Surrillo. Na przyjęciu zorganizowanym przez Wayne’a złoczyńca próbuje także zabić Prokuratora Okręgowego Harveya Denta (Aaron Eckhart) i ukochaną Bruce’a, Rachel Dawes (Maggie Gyllenhaal), jednak zostaje powstrzymany przez Batmana. Dzięki pomocy Denta, Batmanowi i policji udaje się ująć szaleńca, co jak się później okazało było przez niego zaplanowane. Kiedy Batman i Gordon próbują uratować porwanych przyjaciół, Joker ucieka z komisariatu. Rachel ginie, a Dent zostaje potwornie poparzony i przewieziony do szpitala. Później za sprawą Jokera, Dent sam staje się żądnym zemsty przestępcą (Two-Face). Kolejne groźby terrorysty pogrążają miasto w anarchii. Na dwóch promach, wiozących ewakuowanych mieszkańców miasta oraz więźniów podkłada ładunki wybuchowe i na każdym z nich zostawia detonator, którym można wysadzić drugą łódź. Grozi, że jeśli do północy jedna z załóg nie podejmie decyzji, to on wysadzi obie łodzie. Batmanowi udaje się pokrzyżować plany złoczyńcy, jednak ten zdradza mu, że mimo porażki ma jeszcze jednego „asa w rękawie” – Harveya Denta, który zszedł na drogę przestępczą.
W filmie Christophera Nolana Mroczny Rycerz powstaje (The Dark Knight Rises) z 2012 roku postać Jokera się nie pojawia, ani nie zostaje w ogóle wspomniana. Jeszcze przed śmiercią Heatha Ledgera planowano jego epizodyczny udział w roli Jokera w sequelu. Z powodu tragicznej śmierci aktora, reżyser Christopher Nolan zapowiedział, że nie zamierza wracać do postaci Jokera. Aczkolwiek w adaptacji książkowej filmu, autorstwa Grega Coxa, wspomniano o pobycie Jokera w Arkham Asylum, który miał rzekomo być ostatnim przebywającym tam więźniem, po wejściu w życie „ustawy Denta” i przeniesieniu pozostałych osadzonych do więzienia Blackgate. Jego dalsze losy nie są znane.

#### Legion samobójców
W postać Jokera w filmie Legion samobójców z 2016 roku (Suicide Squad należący do DC Extended Universe) wcielił się Jared Leto
Ta kreacja Jokera uznawana jest za najsłabiej rozwiniętą. Przedstawiony został, jako socjopata który bez większych pobudek terroryzuje Gotham, a ikoniczność buduje jedynie na zapoczątkowaniu relacji z  Harley Quinn na dużym ekranie.

#### Joker(film z 2019)
W filmie Todda Phillipsa pod tytułem Joker w rolę tytułowego bohatera wcielił się Joaquin Phoenix.

### Seriale i filmy animowane

#### Wczesne animacje
- W Batman with Robin the Boy Wonder z lat 1968-1969, głosu użyczył Larry Storch.
- Joker wystąpił w odcinkach Nowe dreszczowce Scooby’ego Doo oraz Tajemniczy wynalazek serialu animowanego Nowy Scooby Doo z 1972 roku[47][48]. Głosu postaci użyczył Larry Storch[49].

#### DC Animated Universe
- W serialach, baśniach i filmach animowanych tworzących DC Animated Universe (DCAU): w serialach animowanych Batman (Batman: The Animated Series, The Adventures of Batman & Robin, The New Batman Adventures), Superman (Superman: The Animated Series), Liga Sprawiedliwych (Justice League), Liga Sprawiedliwych Bez Granic (Justice League Unlimited) i filmach animowanych Batman: Maska Batmana (Batman: Mask of The Phantasm) i Batman: Powrót Jokera (Batman Beyond: Return of the Joker) głosu postaci Jokera użyczył aktor Mark Hamill.

#### The Batman
- W serialu animowanym Batman (The Batman) emitowanym w latach 2004–2008 głosu Jokerowi użyczył Kevin Michael Richardson.

#### Batman: The Brave and The Bold
- W serialu animowanym Batman: Odważni i bezwzględni (Batman: The Brave and The Bold) głosu Jokerowi użyczył Jeff Bennett.

#### Young Justice
- W serialu animowanym Liga Młodych (Young Justice) głosu Jokerowi użyczył Brent Spiner.

#### DC Universe Animated Original Movies
- W filmie animowanym Batman w cieniu Czerwonego Kaptura (Batman: Under the Red Hood), na podstawie historii Batman: Under the Hood, głosu Jokerowi użyczył John DiMaggio.
- W filmie animowanym Liga Sprawiedliwych: Kryzys na dwóch Ziemiach (Justice League: Crisis on Two Earths), będącym adaptacją komiksu JLA: Ziemia 2 (JLA: Earth 2) pojawia się jako Jester – bohaterskie wcielenie Jokera, głosu użyczył mu James Patrick Stuart[50].
- W filmie animowanym Batman: Rok pierwszy (Batman: Year One), na podstawie komiksu Franka Millera pod tym samym tytułem, Joker zostaje wspomniany pod koniec filmu.
- W dwuczęściowym filmie animowanym Batman DCU: Mroczny Rycerz powrót (Batman: The Dark Knight Returns), na podstawie komiksu Franka Millera pod tym samym tytułem, głosu Jokerowi użyczył Michael Emerson.
- W filmie animowanym Batman: Atak na Arkham (Batman: Assault on Arkham) z 2014 roku, będącym animowanym sequelem gry Batman: Arkham Origins, głosu Jokerowi użyczył aktor Troy Baker[51].

#### Scooby-Doo i Batman: Odważniaki i straszaki
W filmie animowanym Scooby-Doo i Batman: Odważniaki i straszaki z 2018 roku głosu Jokerowi użyczył Jeff Bennett.

## Gry komputerowe
Joker pojawił się w następujących grach video:
| Tytuł                                             | Rok  | Platforma |
| ------------------------------------------------- | ---- | --- |
| Batman                                            | 1989 | NES i Game Boy |
| Batman                                            | 1990 | Sega Mega Drive. |
| Batman: Return of the Joker                       | 1991 | NES, Game Boy i Sega Mega Drive.                                                                                                  |
| Batman: The Animated Series                       | 1993 | Game Boy. |
| The Adventures of Batman & Robin                  | 1994 | SNES, Sega Mega-CD, Sega Game Gear.                                                                                               |
| Batman Beyond: Return of the Joker                | 2000 | Nintendo 64, PlayStation i Game Boy Color.                                                                                        |
| Batman: Chaos in Gotham                           | 2001 | Game Boy Color. |
| Batman: Dark Tomorrow                             | 2002 | Xbox i GameCube. |
| Batman Vengeance                                  | 2001 | PlayStation 2, Game Boy Advance, GameCube, Xbox i Microsoft Windows.                                                              |
| Lego Batman: The Video Game                       | 2008 | Nintendo DS, PlayStation 2, PlayStation 3, PlayStation Portable, Wii, Xbox 360, Mac OS X, Microsoft Windows i telefony komórkowe. |
| Mortal Kombat vs. DC Universe                     | 2008 | PlayStation 3 i Xbox 360. |
| Batman: Arkham Asylum                             | 2009 | PlayStation 3, Xbox 360 i Microsoft Windows                                                                                       |
| Batman: Arkham City                               | 2011 | PlayStation 3, Xbox 360 i Microsoft Windows                                                                                       |
| DC Universe Online                                | 2011 | PlayStation 3 i Microsoft Windows.                                                                                                |
| Lego Batman 2: DC Super Heroes                    | 2012 | PlayStation 3, PlayStation Vita, Wii, Xbox 360, Nintendo DS i Microsoft Windows.                                                  |
| Gotham City Impostors (jedynie jako motyw Jokera) | 2012 | PlayStation 3, Xbox 360 i Microsoft Windows.                                                                                      |
| Injustice: Gods Among Us                          | 2013 | PlayStation 3, Xbox 360 i Wii U.                                                                                                  |
| Batman: Arkham Origins                            |      | PC, Playstation 3, Xbox 360 i Wii U                                                                                               |
| Lego Batman 3: Beyond Gotham                      | 2014 | PC, PlayStation 4, Xbox One, WII U, 3DS, PlayStation Vita, PlayStation 3 i Xbox 360.                                              |
| Batman: Arkham Knight                             | 2015 | PC i Steam, Playstation 4, Xbox One i Wii U                                                                                       |
| Injustice 2                                       | 2017 | PlayStation 4, Xbox One, Android, iOS                                                                                             |
| Mortal Kombat 11                                  | 2019 | PC, PlayStation 4, Xbox One, Nintendo Switch                                                                                      |
| Lego DC Super-Villains                            | 2018 | Nintendo Switch, PlayStation 4, Xbox One, Microsoft Windows, Mac OS                                                               |